# 5-Hexin-1-ol
5-Hexin-1-ol ist eine chemische Verbindung aus der Stoffgruppe der ungesättigten Alkohole.

## Darstellung
5-Hexin-1-ol kann in wenigen Schritten ausgehend vom Dimer des Acroleins hergestellt werden. Dieses muss zum Tetrahydro-2H-pyran-2-ylmethanol hydriert werden, dann chloriert werden und mit elementarem Natrium in flüssigem Ammoniak der Ring gespalten werden.

## Verwendung
5-Hexin-1-ol kann in Naturstoffsynthesen wie der von 9-Hydroxyeicosatetraensäure und Phomoidrid B und A oder auch als Spacer / Linker in der Enzymtechnik / Polymertechnik verwendet werden.